# Donna Kanter
Donna Kanter (Nova Iorque, 12 de julho de 1946) é uma produtora cinematográfica, produtora de televisão, diretora de cinema, diretora de televisão, roteirista e cinematografista norte-americana.

## Primeiros anos
Kanter nasceu no Harlem, Nova Iorque, em uma família de escritores de comédia. É filha do produtor, roteirista e diretor Hal Kanter, vencedor do Emmy, e da roteirista e artista Doris Kanter. Donna é neta de Albert L. Kanter, criador da série de histórias em quadrinhos Classics Illustrated. Ela tem ascendência russa, polonesa, espanhola, austríaca e húngara e cresceu em Los Angeles, Califórnia. Graduou-se pela Universidade da Califórnia em Berkeley e obteve um mestrado em Literatura Italiana pela Universidade de Florença, na Itália.

## Carreira
Kanter começou na indústria de notícias como repórter investigativa, o que a levou a uma carreira focada em história de crimes reais. Trabalhou para a Newsweek, depois como editora estrangeira para a ABC e produtora de notícias da NBC e de um reality show de comédia. Tornou-se membro do Workshop de Direção para Mulheres (WWD) do Instituto Americano de Cinema, para o qual dirigiu o curta-metragem Children on Their Birthday's (1984). Ingressou no Writers Guild of America, onde apoiou contratos para documentaristas independentes e criou a série FBI: The Untold Stories (ABC, 1991), que inovou com sua fórmula híbrida de drama de não ficção.
A produtora fez parte por seis anos do comitê executivo da Academia de Artes & Ciências Televisivas, onde travou uma campanha para manter os prêmios de roteiro e direção na transmissão dos Prêmios Emmy do Primetime; ela ganhou o mérito especial como tesoureira por seu trabalho na organização. É uma das fundadoras e membro da Aliança de Mulheres Diretoras (AWD) e também integra o Directors Guild of America e a International Documentary Association. É curadora da opera omnia de seu pai, Hal Kanter, sendo responsável por doações filantrópicas para a Biblioteca Margareth Herrick da Academia de Artes e Ciências Cinematográficas.
Ela fundou sua própria companhia produtora, The Donna Kanter Company, voltada principalmente para produções documentais e emprego e patrocínio de novos cineastas. Entre os lançamentos da empresa, estão os documentários Lunch (2018), sobre Hal e outros comediantes, e The Presence of Their Absence, sobre descendentes de vítimas do Holocausto, centrando-se na história de Fred Zaidman, filho de sobreviventes do genocídio; o filme estreou internacionalmente em Tel Aviv em 2020.

## Vida pessoal
A cineasta tem uma irmã mais velha chamada Lisa Shafer e uma mais nova, Abigail Jaye. Kanter descreveu-se como "uma mulher judia contemporânea com o respeito concedido pela halachá". Ela relatou que decidiu assumir plenamente sua identidade judaica após ouvir "comentários antissemitas vívidos" enquanto frequentava a Universidade de Florença, ler as obras de Primo Levi e conhecer a artista e ativista antiguerra Corita Kent.

## Filmografia parcial

### Cinema
| Ano  | Título                        | Produtora | Diretora | Roteirista | Diretora de fotografia | Notas                          | Ref.         |
| ---- | ----------------------------- | --------- | -------- | ---------- | ---------------------- | ------------------------------ | ------------ |
| 1984 | Children on Their Birthday's  |           | Sim      | Sim        |                        | Curta-metragem                 | [ 7 ] [ 9 ]  |
| 2008 | Lunch                         | Sim       | Sim      | Sim        |                        | Documentário de curta-metragem | [ 9 ] [ 10 ] |
| 2008 | Friends for Life              | Sim       | Sim      | Sim        |                        | Curta-metragem                 | [ 9 ] [ 10 ] |
| 2012 | Lunch                         | Sim       | Sim      | Sim        | Sim                    | Documentário                   | [ 7 ] [ 5 ]  |
| 2018 | The Presence of Their Absence | Sim       | Sim      |            | Sim                    | Documentário                   | [ 2 ] [ 5 ]  |

#### Outros créditos
| Ano  | Título                       | Função              | Ref.  |
| ---- | ---------------------------- | ------------------- | ----- |
| 1984 | Children on Their Birthday's | Produtora executiva | [ 9 ] |

### Televisão
| Ano       | Título                                       | Produtora executiva | Diretora | Roteirista | Notas                          | Ref.          |
| --------- | -------------------------------------------- | ------------------- | -------- | ---------- | ------------------------------ | ------------- |
| 1979      | Getting Rich Off Jesus                       |                     |          | Sim        | Série em 3 partes, KNXT        | [ 11 ]        |
| 1986      | The Silent Sin                               |                     |          | Sim        | Especial, KHJ-TV               | [ 12 ] [ 13 ] |
| 1989      | Rescue 911                                   |                     | Sim      |            | Piloto e vários episódios, CBS | [ 9 ]         |
| 1991      | FBI: The Untold Stories                      |                     | Sim      | Sim        | Série, ABC                     | [ 14 ]        |
| 1993      | The Flood: Who Will Save Our Children?       |                     |          | Sim        | Telefilme, NBC                 | [ 15 ]        |
| 1999-2003 | Badge of Courage: Police Officer of the Year | Sim                 | Sim      | Sim        | 4 temporadas, TruTV            | [ 9 ] [ 10 ]  |
| 1999-2003 | Save Our Streets                             | Sim                 | Sim      | Sim        | NBC                            | [ 9 ] [ 10 ]  |
| 2000      | Payback                                      | Sim                 |          | Sim        | Piloto, NBC                    | [ 9 ] [ 10 ]  |
| 2000      | I Survived: North Hollywood Shootout         |                     | Sim      |            | Discovery                      | [ 9 ]         |
| 2001      | Cold Case Cops                               | Sim                 | Sim      | Sim        | Discovery                      | [ 9 ]         |
| 2001      | Travel to the Edge: Fallen Stars             | Sim                 |          |            | Telessérie                     | [ 9 ]         |
| 2001      | A Civil Action: In Pusuit of Justice         | Sim                 | Sim      | Sim        | Touchstone Films, Court TV     | [ 9 ] [ 10 ]  |
| 2001-03   | No Access                                    | Sim                 | Sim      | Sim        | Série e especiais, Discovery   | [ 9 ] [ 10 ]  |
| 2002      | Las Vegas Caught on Tape                     | Sim                 |          |            | Travel Channel                 | [ 9 ]         |
| 2002      | Las Vegas Celebrity Secrets                  | Sim                 | Sim      |            | Travel Channel                 | [ 9 ]         |
| 2002      | Hollywood Crime: Tales of Obsession          | Sim                 |          |            | Discovery                      | [ 9 ]         |
| 2003      | Aftermath                                    | Sim                 |          | Sim        | tcc. A Long Way Home, CBS      | [ 7 ] [ 9 ]   |
| 2003      | Ft. Knox & the USS Washington                | Sim                 |          |            | Discovery                      | [ 9 ] [ 10 ]  |
| 2004      | Eyes to the Skies                            | Sim                 | Sim      |            | Discovery                      | [ 9 ] [ 10 ]  |
| 2005      | Ringling Bros. Revealed                      | Sim                 | Sim      |            | Discovery                      | [ 9 ] [ 10 ]  |
| 2005      | Lucy! Comedy Queen                           | Sim                 | Sim      | Sim        | Discovery                      | [ 9 ] [ 10 ]  |
| 2005      | The White House: Inside the Gates            | Sim                 | Sim      | Sim        | Discovery                      | [ 9 ] [ 10 ]  |
| 2006      | Cold Case Cops 2: Case Reopened              | Sim                 | Sim      | Sim        | Discovery                      | [ 9 ] [ 10 ]  |
| 2006      | Pope John Paul II's Vatican                  | Sim                 | Sim      | Sim        | Discovery                      | [ 9 ] [ 10 ]  |
| 2006-07   | The Investigators                            | Sim                 | Sim      | Sim        | 3 episódios, TruTV             | [ 9 ] [ 10 ]  |
| 2008      | F.L.I.P. Mysteries: Women on the Case        | Sim                 | Sim      | Sim        | We TV                          | [ 9 ] [ 10 ]  |

#### Outros créditos
| Ano  | Título                                 | Função    | Ref.   |
| ---- | -------------------------------------- | --------- | ------ |
| 1986 | The Silent Sin                         | Produtora | [ 12 ] |
| 1993 | The Flood: Who Will Save Our Children? | Produtora | [ 15 ] |

## Prêmios e indicações
| Ano  | Premiação                          | Categoria                                      | Obra                   | Resultado | Ref.   |
| ---- | ---------------------------------- | ---------------------------------------------- | ---------------------- | --------- | ------ |
| 1980 | Writers Guild of America Award     | Notícias: programa regular, boletim ou plantão | Getting Rich Off Jesus | Indicada  | [ 16 ] |
| 1986 | Prêmio Emmy da Área de Los Angeles | Melhor especial de assuntos públicos           | The Silent Sin         | Venceu    | [ 13 ] |